# Exobiologie
Ne doit pas être confondu avec xénobiologie.
L’exobiologie (ou astrobiologie) est une science interdisciplinaire qui a pour objet l'étude des facteurs et processus, notamment géochimiques et biochimiques, pouvant mener à l'apparition de la vie, d'une manière générale, et à son évolution.
Ceci s’applique aussi bien à l'émergence de la vie sur Terre, il y a 3 à 4 milliards d'années, qu'à la possibilité de vie ailleurs dans le Système solaire, voire sur d'éventuelles exoplanètes (ou planètes extrasolaires) ou autre. Elle s'attache à rechercher d'éventuels processus présidant à l’évolution de la matière organique simple (biomolécules : chaînes peptidiques, nucléiques ou lipidiques) vers des structures plus complexes (premières cellules, premiers systèmes génétiques, etc.) autant que d'éventuelles traces ou possibilité de vie sur d'autres astres connaissant des environnements radicalement différents du nôtre.
Une profonde interaction entre des domaines aussi divers que la physique, la chimie organique et inorganique, la biochimie, la biologie cellulaire, la climatologie, la géochimie, la planétologie et la modélisation informatique (pour ne citer que ceux-là) est donc indispensable pour tenter d'appréhender les processus en œuvre dans leur ensemble. Par extension, l'exobiologie concerne également la recherche de vie extraterrestre sous quelque forme que ce soit, y compris intelligente (programme SETI) s'il y a lieu, mais ce domaine reste très marginal, en attendant d'éventuelles avancées significatives.

## Origine du terme
Le mot exobiologie a été introduit par le généticien et microbiologiste américain Joshua Lederberg dans un article paru en 1960.

## Conditions préliminaires
Cette science consiste à chercher tout indice de vie actuelle ou passée dans le système solaire et au-delà de celui-ci, mais aussi à comprendre les conditions qui ont permis l'apparition de la vie sur Terre. Elle évalue les hypothèses de recherche relatives aux conditions qui devraient être réunies sur d'autres planètes pour qu'une forme de vie quelconque, même rudimentaire, puisse y exister et à examiner ces hypothèses à la lumière des données d'exploration extraterrestre recueillies au moyen de sondes spatiales, de radiotélescopes et d'autres instruments de détection. Ces hypothèses découlent en général de la réflexion conduite dans le cadre de l'étude de l'origine de la vie sur Terre. Il participe également à l'établissement des objectifs de recherche et des moyens à mettre en œuvre pour recueillir de plus amples données dans le cadre de programmes d'exploration spatiale.
Pour que la vie puisse se développer sur une planète, on admet généralement, comme conditions nécessaires, la présence de ces éléments : eau liquide, azote, carbone et éventuellement du silicium.
La stabilité de l'orbite de la planète dans la zone habitable (pour que la vie ait le temps de se développer), et la stabilité de son ou de ses étoiles sont également considérées comme nécessaires. Cependant, une autre hypothèse suggère que la vie peut aussi s'adapter à son environnement sans qu'il y ait nécessairement une "zone habitable" orbitale obligatoire à tous les systèmes. Cela sous-entend qu'une certaine structure biologique pourrait développer des méthodes de survie pour s'acclimater à un environnement hostile complètement hors de la "zone habitable" orbitale que l'on considère.
L'existence de formes de vie sur des planètes dépourvues d'eau ou d'une atmosphère semblable à la nôtre n'est pas exclue, mais demeure hautement spéculative. De plus, compte tenu des connaissances scientifiques actuelles, qui sont limitées à la vie sur notre planète, il est plus facile de bâtir des programmes de recherche à partir de ce que nous savons être de la vie qu'à partir de pures spéculations.

## Corps célestes

### Sur Terre
Dans la limite des connaissances scientifiques actuelles, la Terre est la seule planète du Système solaire à abriter la vie. Cette singularité contraint l'exobiologie à la considérer comme un modèle unique, donc indispensable. C'est à partir des conditions d'apparition et d'évolution supposées de la vie sur Terre que l'on est conduit à inférer des modèles d'exobiologie dans des conditions plus ou moins semblables. De ce point de vue, et en l'absence de découverte incontestable de vie extraterrestre, l'exobiologie reste une discipline scientifique hypothético-déductive.
Les formes de vie terrestre qui ont le plus influencé les modèles exobiologiques sont sans aucun doute les organismes extrémophiles. En effet, si des bactéries arrivent à se développer, sur Terre, dans des conditions extrêmes de température (organisme thermophile), de pression (piézophile), de pH (acidophile, alcalophile) ou de rayonnement (organisme radiorésistant), là où on n'aurait pas cru trouver de vie il y a quelques décennies, alors on peut supposer que la vie peut ou doit se développer sur n'importe quelle planète où ces conditions sont présentes.

### Sur Mars
Il n’a toujours pas été établi, en dépit d’une croyance tenace, la preuve de présence de vie sur Mars quand bien même celle, dans le passé, de l'eau liquide (anciens lits de fleuves et interrogation sur l'existence d'un océan unique disparu) ne fait plus de doute. On y trouve du pergélisol, voire du mollisol.
Plusieurs sondes spatiales ont été envoyées sur cette planète, notamment les sondes du programme Viking, Mars Express, le module Beagle 2 et les robots de la mission Mars Exploration Rover.
On y a retrouvé de l'azote, un des éléments indispensables à la vie. La présence d'eau sous forme solide et même liquide salée a été confirmée sur Mars, mais pas la présence d'une quelconque forme de vie.

### Dans les satellites des planètes géantes
La présence de glace à la surface de nombreux satellites des planètes géantes, connue depuis les années 1970, a renforcé la conviction des astronomes que l'eau est une espèce chimique très répandue dans l'Univers.
Europe, un satellite de Jupiter, est l'un de ces corps recouverts d'une épaisse couche de glace. Sous cette couche, d'une épaisseur de 10 km ou plus, l'eau doit se trouver à l'état liquide et pourrait abriter des organismes piézophiles (résistants à des pressions de l'ordre de plusieurs mégapascals), en l'absence de toute lumière solaire et où la rareté des sources de nourriture serait toutefois un handicap. Diverses méthodes pour atteindre cet océan subglaciaire sont envisagées, en prenant pour modèle le lac Vostok, enfoui sous les glaces de l'Antarctique. Deux types de problèmes techniques se posent : comment atteindre cet océan sans forage puisqu'il est économiquement invraisemblable d'envoyer une station traditionnelle de forage jusqu'à Europe, et comment atteindre cet océan sans le contaminer par des formes de vie terrestres.
L'existence de l'océan subglaciaire d'Europe est confirmée en 2000 par les mesures de la sonde Galileo,, qui fournissent aussi des indices de la présence d'un océan sous les glaces de  Ganymède et de Callisto. En 2014, c'est sous les glaces d'Encelade que la sonde Cassini détecte la présence d'un océan liquide,.
Titan intéresse les exobiologistes car son atmosphère (1,5 fois la pression terrestre) contient de l'azote, du méthane, et d'autres corps composés. Elle ressemble à celle de la Terre avant l'apparition de la vie. La sonde européenne Huygens, larguée par la sonde américaine Cassini, est devenu le premier engin à s'y poser en janvier 2005. Pendant quatre heures, elle a envoyé une masse de données inédites sur l'atmosphère et le sol de cette lune.

### Sur les astéroïdes et comètes
La découverte sur Terre d'acides aminés présents sur des météorites d'origine extraterrestre a constitué une révolution majeure qui a contribué à rendre crédible l'exobiologie. La présence dans les comètes d'importantes quantités de composés carbonés qui seraient libérés lors de leurs passages dans le Système solaire interne constitue un autre phénomène intéressant pour la compréhension de l'apparition de la vie sur Terre.

### En dehors du Système solaire
Il n'est pas possible aujourd'hui de déterminer directement l'existence de vie extraterrestre en dehors du Système solaire. Néanmoins, plusieurs projets sont en voie d'être créés dans ce but.
Depuis 1995, la découverte d’exoplanètes laisse penser qu'il sera possible un jour de détecter - si elle existe - l'existence de vie extra-terrestre, en analysant l'atmosphère de ces planètes par spectrométrie. L'Agence spatiale européenne avait un projet qui devait voir le jour en 2025, le projet spatial Darwin, qui fut annulé en 2007. Ceci demeure théoriquement hors de portée des instruments actuels, mais plusieurs observations récentes suggèrent toutefois la possibilité, d'ores et déjà, de détecter l'atmosphère autour de telles planètes.

#### Exoplanètes habitables
Découverte le 4 avril 2007 par une équipe d'astronomes français, portugais et suisses, Gliese 581 c est une exoplanète en orbite autour de l'étoile Gliese 581, un astre de type naine rouge situé à une vingtaine d'années-lumière du Système solaire. Il s'agirait de la première planète extra-solaire découverte dans la zone habitable de son étoile, et qui devrait donc présenter de grandes similitudes avec la Terre du point de vue de sa température de surface. Gliese 581 étant une étoile considérablement moins lumineuse que le Soleil, la température de Gliese 581 c reste peu élevée malgré le petit rayon de son orbite (environ 11 millions de kilomètres). Sa température moyenne est estimée entre −3 °C (pour un albédo de Bond comparable à celui de Vénus) et 40 °C (pour un albédo similaire à celui de la Terre), ce qui autoriserait la présence d'eau liquide à sa surface.
Le 29 septembre 2010, une équipe d’astronomes américains annonce la découverte de Gliese 581 g. En raison de sa masse (environ 3 à 4 fois celle de la Terre), de ses températures, de sa localisation dans la zone habitable et de sa possibilité de retenir une atmosphère, c’est, au moment de sa découverte, l’exoplanète présentant la plus haute probabilité d’abriter des formes de vie,. La découverte de Gliese 581 g reste néanmoins encore à confirmer. Francesco Pepe, un astronome de l'observatoire de Genève qui travaille sur le projet HARPS, a déclaré le 11 octobre 2010 lors du symposium « 276 - The Astrophysics of Planetary Systems: Formation, Structure, and Dynamical Evolution » de l'Union astronomique internationale à Turin (Italie), que, pour l'instant, cette découverte n'avait pas été confirmée par les données que lui et ses collègues avaient obtenues.

#### Xénobiologie
Il n'existe pas encore de consensus sur la nature et les différentes formes que peuvent prendre d'éventuelles vies extraterrestres. Dans ce domaine, l'esprit créatif et imaginatif des auteurs de science-fiction est plus abondant que les preuves scientifiques. La xénobiologie étudie scientifiquement les possibilités de vie fondée sur d'autres principes biochimiques, ou même physiques, que la vie terrestre.

## La Terre est-elle une exception?
L'équation de Drake est une tentative pour évaluer la probabilité, pour l'humanité, d'avoir un contact avec une vie extraterrestre. Le chiffrage des paramètres qu'elle met en œuvre ont fait l'objet de multiples débats scientifiques. Plusieurs décennies après sa publication, elle n'a pas permis de trancher entre deux points de vue :
- l'hypothèse de la Terre rare, qui insiste sur le nombre infini de possibilité d'évolutions planétaires, et en conclu que la vie est une particularité propre à la Terre ;
- le principe de médiocrité, qui estime la configuration de la Terre comme « banale », et en déduit que l'apparition de la vie n'a rien d'exceptionnel.

### Filmographie
- « Exobiologie - Sommes nous seuls dans l'Univers », sur le site de l'émission « Ça marche comment ? »